# Australian Idol
Australian Idol is de Australische versie van de Britse show Pop Idol. Het is een talentenjacht om een pop artiest te vinden en werd gepresenteerd door Andrew G en James Mathison en werd uitgezonden op Network Ten en op het Austereo Radio Network. De serie liep van 2003 tot 2009 en keerde in 2023 na meer dan 13 jaar teurg.

## Edities
| Jaar | Winnaar              |
| ---- | -------------------- |
| 2003 | Guy Sebastian        |
| 2004 | Casey Donovan        |
| 2005 | Kate DeAraugo        |
| 2006 | Damien Leith         |
| 2007 | Natalie Gauci        |
| 2008 | Wes Carr             |
| 2009 | Stan Walker          |
| 2023 | Royston Sagigi-Baira |
| 2024 |                      |

### Seizoen 1
Seizoen 1 liep van 27 juli tot en met 19 november 2003. De winnaar werd Guy Sebastian. De jury bestond uit Mark Holden, Marcia Hines en Ian Dickson.

### Seizoen 2
Seizoen 2 liep van 13 juli 2004 tot en met 21 november 2004. Deze editie werd gewonnen door Casey Donovan. Alle juryleden van het vorige seizoen waren terug te zien.

### Seizoen 3
Seizoen 3 liep van 26 juli 2005 tot en met 21 november 2005. De winnaar was Kate De Araugo. Mark Holden en Marcia Hines waren terug te zien als jury en Ian Dickson werd vervangen door Kylie Sandilands.

### Seizoen 4
Seizoen 4 liep van 6 augustus tot en met 26 november 2006. De winnaar van de show was dit seizoen Damien Leith. De jury bleef ongewijzigd.

### Seizoen 5
Seizoen 5 liep van 5 augustus tot en met 25 november 2007. De winnaar was Natalie Gauci. Ian Dickson voegde zich terug bij de jruy waardoor de jury vanaf dit seizoen uit 4 rechters bestond.

### Seizoen 6
Seizoen 6 liep van 24 augustus 2008 tot en met 23 november 2008. De winnaar was Wes Carr. De jury bestond uit Marcia Hines, Ian Dickson en Kylie Sandilands.

### Seizoen 7
Seizoen 7 was het laatste seizoen van de show en liep van 9 augustus tot en met 22 november 2009. De winnaar was Stan Walker. De jury bestond uit Jay-Dee Springbett, Marcia Hines, Ian Dickson en Kylie Sandilands die alleen tijdens de audities te zien was.

### Seizoen 8
Seizoen 8 startte op 30 januari 2023 en liep tot 26 maart 2023. De presentatie werd verzorgt door Ricki-Lee Coulter en Scott Tweedie. Kyle Sandilands keerde terug als jury naast nieuwe leden Meghan Trainor, Amy Shark en Harry Connick Jr. Oud jurylid Marcia Hines was gastjurylid. Deze editie werd gewonnen door Royston Sagigi-Baira.

### Seizoen 9
Seizoen 9 start in 2024. De presentatie zal verzorgt worden door Ricki-Lee Coulter en Scott Tweedie. Amy Shark en Kyle Sandilands keren terug als juryleden. Trainor en Connick werd vervangen door de terugkerende Marcia Hines. 

## Jury

### Jury
| Jury               | Seizoen 1 | Seizoen 2 | Seizoen 3 | Seizoen 4 | Seizoen 5 | Seizoen 6 | Seizoen 7 | Seizoen 8 | Seizoen 9 |
| ------------------ | --------- | --------- | --------- | --------- | --------- | --------- | --------- | --------- | --------- |
| Ian Dickson        |           |           |           |           |           |           |           |           |           |
| Mark Holden        |           |           |           |           |           |           |           |           |           |
| Marcia Hines       |           |           |           |           |           |           |           |           |           |
| Kyle Sandilands    |           |           |           |           |           |           |           |           |           |
| Jay-Dee Springbett |           |           |           |           |           |           |           |           |           |
| Meghan Trainor     |           |           |           |           |           |           |           |           |           |
| Harry Connick jr.  |           |           |           |           |           |           |           |           |           |
| Amy Shark          |           |           |           |           |           |           |           |           |           |

### Presentatie
| Presentatoren     | Seizoen 1 | Seizoen 2 | Seizoen 3 | Seizoen 4 | Seizoen 5 | Seizoen 6 | Seizoen 7 | Seizoen 8 | Seizoen 9 |
| ----------------- | --------- | --------- | --------- | --------- | --------- | --------- | --------- | --------- | --------- |
| James Mathison    |           |           |           |           |           |           |           |           |           |
| Andrew G          |           |           |           |           |           |           |           |           |           |
| Ricki-Lee Coulter |           |           |           |           |           |           |           |           |           |
| Scott Tweedie     |           |           |           |           |           |           |           |           |           |

 deelnemer